# Good Guys
Good Guys è un singolo del cantautore britannico Mika, pubblicato il 25 maggio 2015 come quarto estratto dal quarto album in studio No Place in Heaven.

## Descrizione
Nella canzone sono citati per nome molteplici suoi eroi gay adolescenziali, ammirandoli. Ha anche spiegato che, al momento di scrivere la canzone, ha riflettuto su quanto ammirasse questi artisti e quanto volesse arrivare ad un livello come il loro. Good Guys è un omaggio divertente a due classici americani: Where have all the cowboys gone e Where have all the flowers gone?.

## Video musicale
Il videoclip è stato pubblicato il 25 maggio 2015 sul canale YouTube e inizia con Mika che si sveglia e che per tutta la durata del video viene "comandato" da personaggi che, sempre attorno a lui, muovono tutto il suo corpo, come se fosse un burattino.

## Classifiche
| Classifica (2015) | Posizione massima |
| ----------------- | ----------------- |
| Italia            | 45                |